# Brachygonia oculata
Brachygonia oculata är en trollsländeart som först beskrevs av Brauer 1878.  Brachygonia oculata ingår i släktet Brachygonia och familjen segeltrollsländor. IUCN kategoriserar arten globalt som livskraftig. Inga underarter finns listade i Catalogue of Life.